# Badgam (district)
Badgam, soms ook geschreven als Budgam, is een district van het Indiase unieterritorium Jammu en Kasjmir. Het district telt 753.745 inwoners (2011) en heeft een oppervlakte van 1.370 km².

## Bevolking
In 2011 woonden er 753.745 personen in het district, een stijging vergeleken met 607.181 personen in 2001 en 466.700 personen in 1991.
Het district heeft een lage urbanisatiegraad: slechts 97.912 inwoners woonden in 2011 in stedelijke nederzettingen, oftewel 13% van de totale bevolking. Het district telt drie plaatsen met ten minste 10.000 inwoners: Badgam (15.338 inwoners), Kral Pora (13.889 inwoners) en Charari Sharief (11.553 inwoners).

### Taal
In 2011 spraken 714.418 personen het Kasjmiri als moedertaal, oftewel 95% van de totale bevolking van het district. De grootste minderheidstaal was het Gojri met 22.706 sprekers (3% van het totaal). Andere belangrijke talen waren het Hindi, het Punjabi, het Pahari en het Marathi.

### Religie
De grootste religie in het district is de islam. In 2011 werden er 736.054 moslims in het district geregistreerd, oftewel 97,65% van het inwonersaantal. Hiermee heeft het district een van de hoogste percentages van moslims in India. Kleinere religies waren het hindoeïsme (10.110 personen; 1,3%) en het sikhisme (5.559 personen; 0,7%).
Divisie Jammu:
Doda · Jammu · Kathua · Kishtwar · Poonch · Rajouri · Ramban · Reasi · Samba · Udhampur
Divisie Kasjmir:
Anantnag · Badgam · Bandipora · Baramulla · Ganderbal · Kulgam · Kupwara · Pulwama · Shopian · Srinagar